# Marcus Zuerius Boxhorn

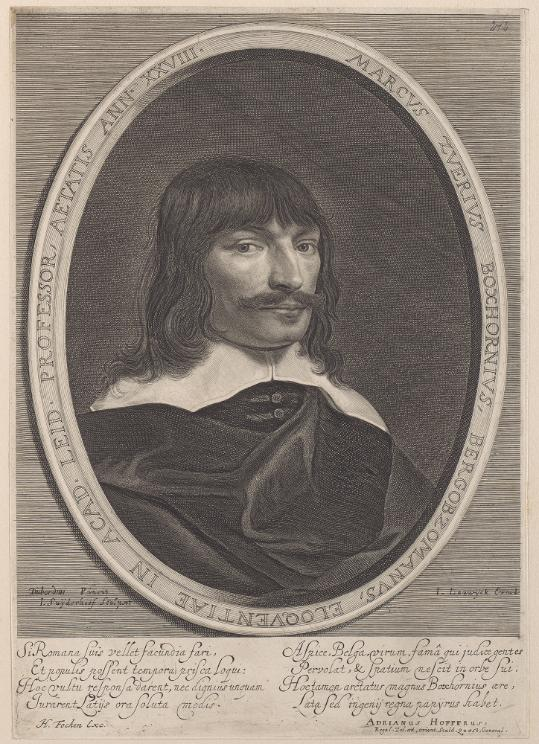
prent van Boxhorn, Bijzondere Collecties, Universiteit Leiden.

Marcus Zuerius van Boxhorn (Bergen op Zoom, 28 augustus 1612 - 3 oktober 1653) was een Nederlandse taalkundige en hoogleraar aan de Universiteit van Leiden
Boxhorn studeerde in Leiden. Hij schreef Latijnse gedichten en commentaren op Romeinse werken. Vanaf 1632 (hij was toen 20) bekleedde hij de leerstoel welsprekendheid aan de Universiteit van Leiden. Vanaf 1636 nam hij het bestuur van het collegium oratorium over. In 1648 werd hij als opvolger van Daniël Heinsius benoemd tot hoogleraar in de geschiedenis.
Boxhorn was de eerste die niet alleen het Grieks en de Germaanse, Romaanse en Slavische talen, maar ook het Perzisch, het Sanskriet, en de Keltische en Baltische talen indeelde in één Indo-Europese taalfamilie.
Hij veronderstelde het bestaan van een primitieve gemeenschappelijke taal die hij 'Scythisch' noemde. Om de gemeenschappelijke oorsprong van talen te bewijzen vergeleek Boxhorn etymologieën, inflexies en grammatica's van het Grieks, Latijn, Perzisch, Oudsaksisch, Nederlands en Duits, Gotisch, Russisch, Deens, Zweeds, Litouws, Tsjechisch, Kroatisch en Welsh. Hij vond overeenkomsten die een genetische verwantschap tussen deze talen suggereerde.

## Publicaties (selectie)
- Theatrum sive Hollandiae comitatus et urbium nova descriptio, 1632.
- Quaestiones romanae, 1637.
- Historia obsidionis Bredae, et rerum anni M.DC.XXXVII gestarum, 1640, 176 p.
- Chronijck van Zeelandt, eertijdts beschreven door d'heer Johan Reygersbergen, nu verbetert, ende vermeerdert, 2 dln, Middelburg, 1644, deel 1: 471 p., deel 2: 620 p.
- Nederlantsche historie. Eerste boeck, behelsende de eerste veranderingen in de godsdienst ende leere, neffen de harde vervolgingen daer over ontstaen in de Nederlanden, voor ende tot de tijden toe van keiser Karel de Viifde, Leiden, 1644, 214 p.
- Bediedinge van de tot noch toe onbekende afgodinne Nehalennia over de dusent ende meer jaren onder het sandt begraven, dan onlancx ontdeckt op het strandt van Walcheren in Zeelandt, Leiden, Willem Christiaens vander Boxe, 1647, 32 p.
- Antwoord van Marcus Zuerius van Boxhorn, gegeven op de Vraaghen, hem voorgestelt over de Bediedinge van de afgodinne Nehalennia, onlancx uytghegeven, in welcke de ghemeine herkomste van der Griecken, Romeinen ende Duytschen Tale uyt den Scythen duydelijck bewesen, ende verscheiden Oudheden van dese Volckeren grondelijck ontdekt ende verklaert worden, Leiden, Willem Christiaens vander Boxe, 1647, 112 p.
- De Graecorum, Romanorum et Germanorum linguis earumque symphonia dissertatio, Leiden, ex officina Guilielmi Christiani, 1650.
- Historia universalis sacra et profana, a Christo nato ad annum usque MDCL, Leiden, 1651, 1072 p.
- Originum Gallicarum liber. In quo veteris et nobilissimae Gallorum gentis origines, antiquitates, mores, lingua et alia eruuntur et illustrantur. Cui accedit antiquae linguae Britannicae lexicon Britannico-Latinum, cum adiectis et insertis eiusdem authoris Adagiis Britannicis sapientiae veterum Druidum reliquiis et aliis antiquitatis Britannicae Gallicaeque nonnullis monumentis, 2 dln, Amsterdam, apud Ioannem Ianssonium, 1654, deel 1: 116 p., deel 2: 120 p.
- Epistolae et poemata, Amsterdam, ex off. C. Commelini, 1662.
- Epistola de persicis Curtio memoratis vocabulis eorumque cum germanicis cognatione, praefatione, notis et additamentis instructa a Jo. Henr. von Seelen, met William Burton, Λείψανα veteris linguae persicae, quae apud priscos scriptores graecos et latinos reperiri potuerunt, Lubecae [Lübeck?], apud P. Boeckmannium, 1720.